# Griffin (Georgia)
Griffin ist eine City und zudem der County Seat des Spalding County im US-Bundesstaat Georgia mit 23.478 Einwohnern (Stand: Volkszählung 2020).

## Geographie
Griffin liegt rund 50 km südlich von Atlanta.

## Geschichte
Die Eisenbahn erreichte Griffin aus Richtung Macon im Jahre 1842 mit einem neuen Bahnhof der damaligen Monroe Railroad and Banking Company. Die bestehende Siedlung wurde am 28. Dezember 1843 offiziell zur Stadt ernannt. 1846 erfolgte der Lückenschluss der Eisenbahn nach Atlanta.
Doc Holliday wurde 1851 in Griffin geboren und hatte hier seine Zahnarztpraxis, bevor er wegen seiner Tuberkulose-Krankheit in den Westen ging.
1872 wurde die heute noch existierende Lokalzeitung Griffin Daily News gegründet.

## Demographische Daten
Laut der Volkszählung von 2010 verteilten sich die damaligen 23.643 Einwohner auf 8.941 bewohnte Haushalte, was einen Schnitt von 2,58 Personen pro Haushalt ergibt. Insgesamt bestehen 10.524 Haushalte.
65,0 % der Haushalte waren Familienhaushalte (bestehend aus verheirateten Paaren mit oder ohne Nachkommen bzw. einem Elternteil mit Nachkomme) mit einer durchschnittlichen Größe von 3,16 Personen. In 36,7 % aller Haushalte lebten Kinder unter 18 Jahren sowie in 24,9 % aller Haushalte Personen mit mindestens 65 Jahren.
30,0 % der Bevölkerung waren jünger als 20 Jahre, 28,1 % waren 20 bis 39 Jahre alt, 24,6 % waren 40 bis 59 Jahre alt und 17,5 % waren mindestens 60 Jahre alt. Das mittlere Alter betrug 34 Jahre. 47,1 % der Bevölkerung waren männlich und 52,9 % weiblich.
42,8 % der Bevölkerung bezeichneten sich als Weiße, 52,2 % als Afroamerikaner, 0,3 % als Indianer und 1,1 % als Asian Americans. 1,9 % gaben die Angehörigkeit zu einer anderen Ethnie und 1,8 % zu mehreren Ethnien an. 4,0 % der Bevölkerung bestand aus Hispanics oder Latinos.
Das durchschnittliche Jahreseinkommen pro Haushalt lag bei 30.692 USD, dabei lebten 33,5 % der Bevölkerung unter der Armutsgrenze.

## Sehenswürdigkeiten
Folgende Objekte sind im National Register of Historic Places gelistet:
| - Bailey-Tebault House - Double Cabins - Griffin Commercial Historic District - Hawkes Library - Hill-Kurtz House - Hunt House - Marian Apartments | - Mills House - Mills House and Smokehouse - Old Medical College Historical Area - Pritchard-Moore-Goodrich House - Sam Bailey Building - Spalding County Courthouse–Spalding County Jail - St. George’s Episcopal Church |

## Verkehr
Griffin wird von den U.S. Highways 19 und 41 (auf einer gemeinsamen Trasse) sowie von den Georgia State Routes 16, 92, 155 und 362 durchquert. Im südlichen Stadtgebiet befindet sich der Flugplatz Griffin-Spalding County Airport. Der nächste internationale Flughafen ist der Flughafen Atlanta (rund 40 km nördlich).

## Kriminalität
Die Kriminalitätsrate lag im Jahr 2010 mit 546 Punkten (US-Durchschnitt: 266 Punkte) im hohen Bereich. Es gab sechs Morde, sieben Vergewaltigungen, 48 Raubüberfälle, 91 Körperverletzungen, 285 Einbrüche, 1285 Diebstähle, 62 Autodiebstähle und sechs Brandstiftungen.

## Söhne und Töchter der Stadt
- Doc Holliday (1851–1887), Revolverheld
- Lewis White Beck (1913–1997), Philosoph
- Edward Andrews (1914–1985), Schauspieler
- Eve Meyer (1928–1977), Model, Schauspielerin und Filmproduzentin
- Margaret Matthews (* 1935), Sprinterin und Weitspringerin
- Wyomia Tyus (* 1945), Leichtathletin
- Rayfield Wright (1945–2022), American-Football-Spieler
- Willie Gault (* 1960), Leichtathlet und American-Football-Spieler
- Jessie Tuggle (* 1965), Footballspieler
- Tyler Magner (* 1991), Radrennfahrer